# Design sprint

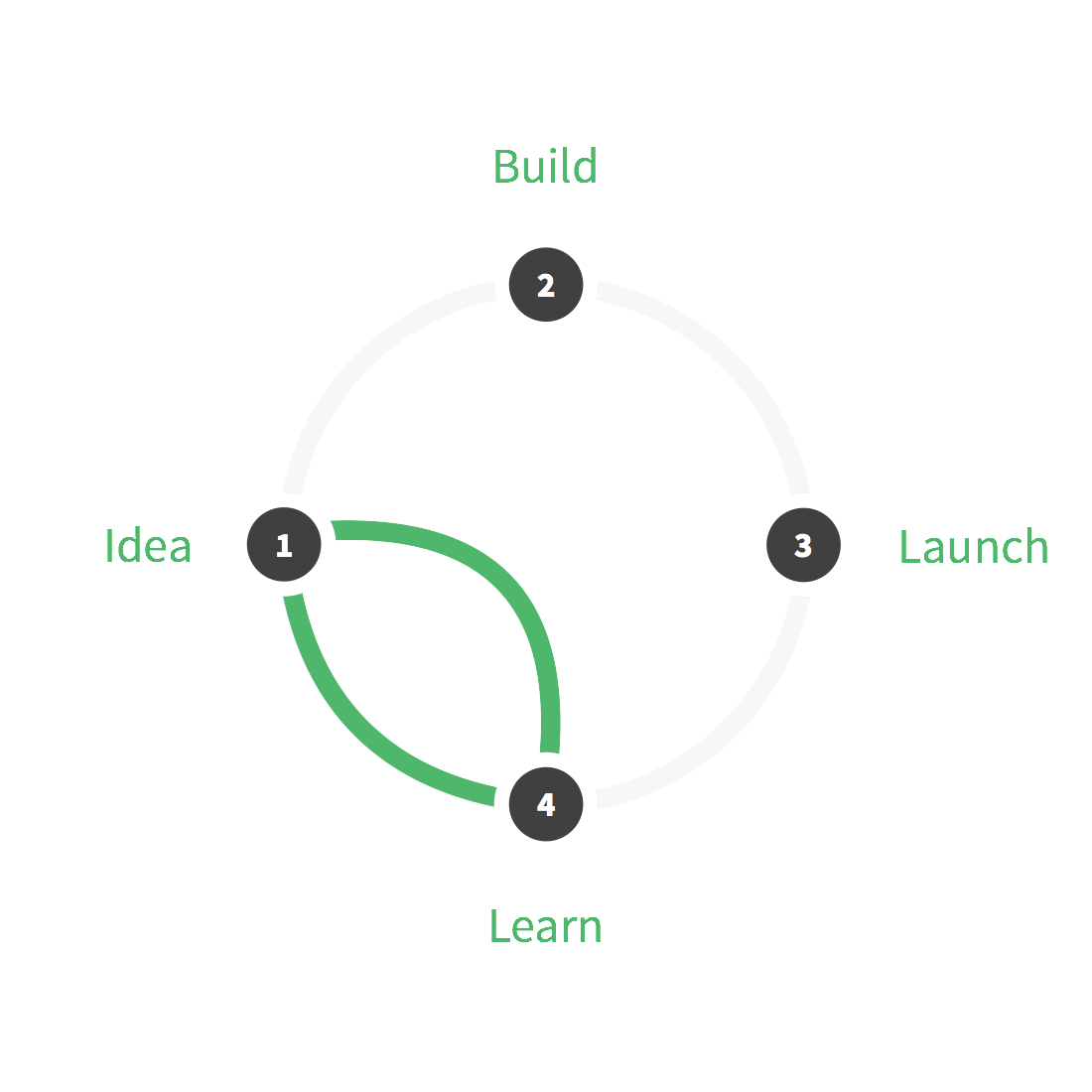
Con questo metodo, un prodotto non ha bisogno di completare il ciclo per conoscere le opportunità e raccogliere feedback.

Il metodo di Design Sprint è un processo in cinque fasi limitato dal tempo che utilizza il pensiero progettuale con l'obiettivo di ridurre il rischio quando si introduce un nuovo prodotto, servizio o caratteristica sul mercato. Il processo mira ad aiutare i team a definire chiaramente gli obiettivi, convalidare i presupposti e decidere un piano d'azione del prodotto prima di iniziare lo sviluppo . Cerca di affrontare questioni strategiche utilizzando prototipazione rapida, interdisciplinare e test di usabilità. 

## Come è iniziato
Nel 2010 un gruppo di impiegati provenienti da diverse parti dell'ecosistema di Google - designer, ingegneri, ricercatori e responsabili di prodotto UX - ha iniziato a ricercare modi per rompere la tirannia delle riunioni consecutive di 30 minuti e le sfide di lavorare in modo incrociato. Alcune persone che erano state formate nell'approccio di pensiero progettuale di IDEO, iniziarono a sperimentare, combinando diversi metodi - ricerca degli utenti, strategia aziendale ed anche psicologia - in qualcosa che potesse potenziare il loro lavoro su progetti audaci e mai realizzati prima.

## Possibili utilizzi
Gli usi dichiarati dell'approccio includono:
- Lancio di un nuovo prodotto o servizio.
- Estensione di un'esperienza esistente ad una nuova piattaforma.
- MVP esistente che necessita di un design rivisto dell'esperienza utente e / o dell'interfaccia utente.
- Aggiunta di nuove caratteristiche e funzionalità ad un prodotto digitale.
- Opportunità di miglioramento di un prodotto (ad es. Un alto tasso di abbandono[3])
- Opportunità di miglioramento di un servizio. [4]
- Supportare le organizzazioni nella loro trasformazione verso nuove tecnologie (es. AI). [5]

## Fasi

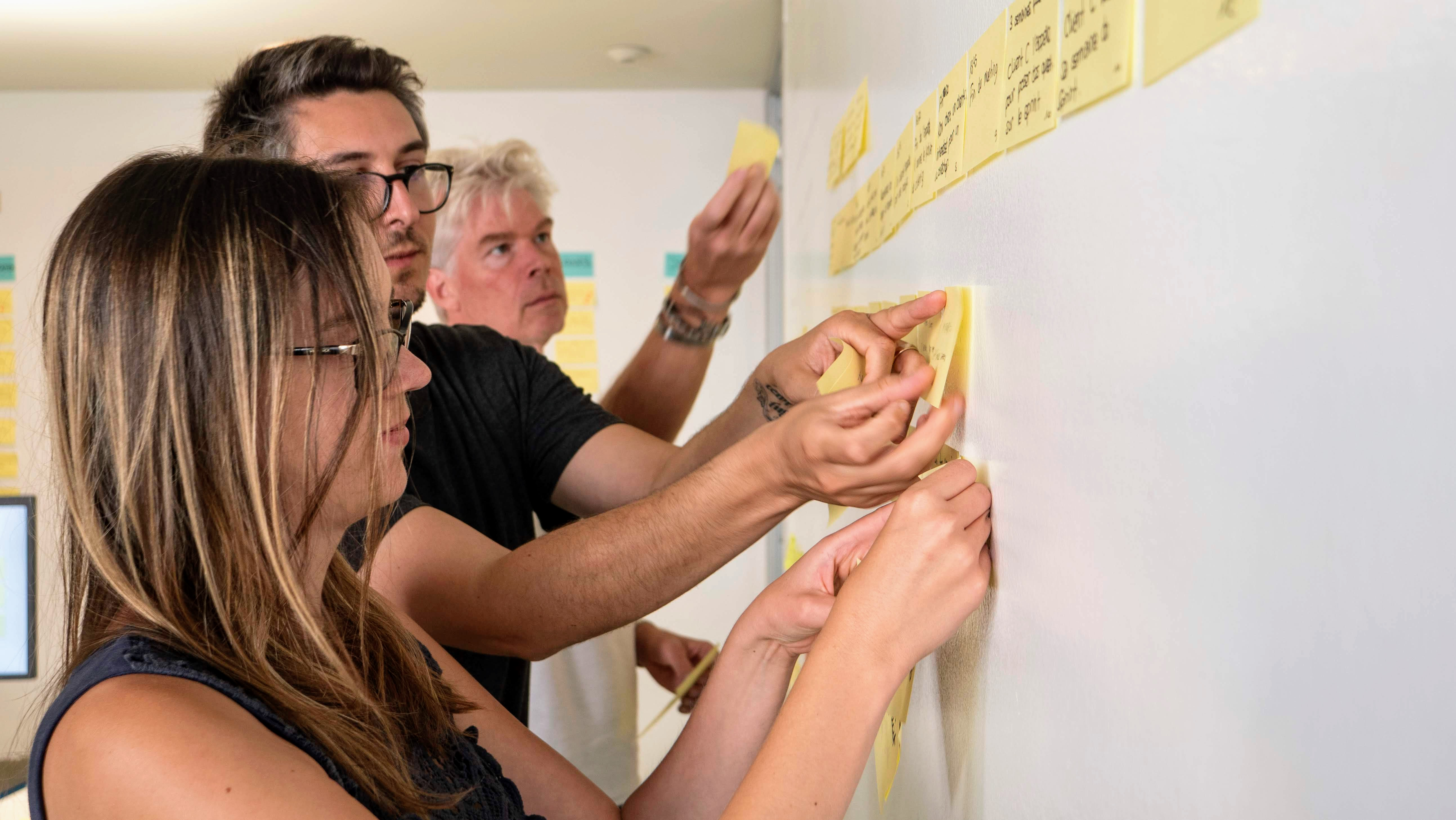
La fase di "comprensione" di un workshop di sprint di progettazione

I creatori dell'approccio Design Sprint raccomandano la preparazione scegliendo il team, l'ambiente, i materiali e gli strumenti appropriati che si integrino al meglio con i cinque "ingredienti" chiave.
1. Comprensione: scoprire l'opportunità di business, il pubblico, la concorrenza, la proposta di valore e definire le metriche di successo.
2. Divergenza: esplorare, sviluppare e ripetere modi creativi per risolvere il problema, indipendentemente dalla fattibilità.
3. Convergenza: identifica le idee che si adattano al ciclo successivo del prodotto ed esplorale in modo più dettagliato attraverso una storyboard.
4. Prototipo: progettare e preparare prototipi che possano essere testati con le persone.
5. Test: condurre test di usabilità 1:1 con 5-6 persone del principale pubblico di destinazione del prodotto. Fare buone domande.[7]